# Pisciotta
Pisciotta è un comune italiano di 2 397 abitanti della provincia di Salerno in Campania.

## Geografia fisica
È inserita nel parco nazionale del Cilento e Vallo di Diano.
L'abitato principale di Pisciotta, a circa 100 km a sud del capoluogo Salerno, si è sviluppato intorno alla cima di una bassa e ripida collina prospiciente il mar Tirreno, sui cui fianchi scorrono i torrenti Fiori e San Macario. Le foci dei due corsi d'acqua delimitano più a valle la minuscola frazione di Marina di Pisciotta, sul litorale sottostante, distante circa 3 km di strada. Più all'interno, a circa 9 km, e a maggiore altitudine, sorge la frazione Rodio, che la leggenda vuole originata da un insediamento di Cavalieri di Rodi. Infine, a circa sette chilometri in direzione di Palinuro si è sviluppata la frazione Caprioli, priva di un vero e proprio centro urbano, composta di diversi borghi sparsi su un'area relativamente vasta, che va dal mare alle basse colline retrostanti.
- Classificazione sismica: zona 3 (sismicità bassa), Ordinanza PCM. 3274 del 20/03/2003.

## Storia
Le prime ipotesi sulle origini e sulla storia di Pisciotta sono collegate alla distruzione di Troia (650 a.C.): Nel 650 a.C. i troiani, sfuggiti all'incendio e alla distruzione della loro città, approdarono sul lido ionico, dove fondarono Siri. Gli abitanti di Siri (sirini) avanzarono verso ovest, seguendo l'ampia valle del fiume Sinni, fino al lago e al monte Sirino (che da essi presero il nome), presso l'odierna Lagonegro. Fondata Siruci (oggi Seluce, frazione di Lauria), si spinsero fino al mar Tirreno, sul lido dell'odierno Golfo di Policastro.
Qui essi fondarono la colonia di Pyxous (dal greco Πιξούς). A testimonianza di ciò una rarissima serie di antiche monete, recanti, in caratteri arcaici, i nomi coniati di Sirinos e Pixoes, riferentisi, rispettivamente, alle popolazioni delle due città di Siri e Pixous. Il nome "Pixous", dalla radice PYX, deriva dal bosso (buxus semprevivens), arbusto sempreverde delle buxacee (simbolo della giovinezza e della forza, del coraggio, della perennità del pensiero e dell'opera; ornamento dello stemma comunale di Pisciotta). Dall'etimologia greca e da quella latina derivano i nomi di Pixous, Pixo, Pixunte, Buxentum e Bussento.
Nel 194 a.C. la Pixous greca divenne la Buxentum romana e nel 915, quando questo centro viene depredato e bruciato dai saraceni di Agropoli, ne ha già cambiato il nome latino in quello attuale di Policastro. È l'anno 915 a segnare la nascita di Pisciotta: Gli abitanti di Bussento, dopo che i saraceni di Agropoli assalirono, saccheggiarono e diedero alle fiamme il loro villaggio, cercarono scampo sui monti e sulle alture circonvicine. Molti si trasferirono al di là del promontorio di Palinuro, dove formarono un piccolo villaggio, che chiamarono, in ricordo della perduta patria, Pixoctum, cioè piccolo Pixous. Da Pixoctum si ebbero poi Pixocta, Pissocta e Pisciotta. Nulla però si conosce dei primi anni di vita del nuovo borgo e solo nel XII secolo, sotto Guglielmo II, troviamo per la prima volta il toponimo Pissocta, posseduta come feudo da Niello, suo cittadino.
È del 1144 il documento più antico che riporta il nome di Pisciotta, il Catalogus Baronum. L'anno 1464 segna poi per il paese uno sviluppo notevole allorquando gli abitanti superstiti di Molpa, in seguito alla distruzione del loro villaggio si rifugiarono a Pisciotta. Fino al 2 agosto 1806, quando Giuseppe Bonaparte re di Napoli decretò finita la feudalità. I Caracciolo (1270), i Sanseverino (nel 1400), i Pappacoda (1590), sono alcune delle famiglie (tra le più potenti del regno) ad averne avuto il possesso. Fra i tanti passaggi è da segnalarsi quello del 1554 a don Sancho Martínez de Leyva, capitano generale delle regie galee per 17.000 ducati. Nel 1578 il Capitano la rivendette a don Camillo Pignatelli per 30 000 ducati.
Da segnalare sono altresì due sacerdoti locali eletti vescovi: Luigi Pappacoda, nominato Vescovo di Capaccio nel 1635 e di Lecce nel 1639; Giovanni Battista de Bellis di Rodio, vescovo di Telese. Nel 1708, con i suoi 2 163 abitanti, è tra i popolosi e importanti paesi a sud di Salerno. L'anno 1806 fu teatro di duri scontri tra francesi e borboni. La guerra tra francesi e spagnoli, i moti del Cilento e l'epopea garibaldina sono i principali avvenimenti della storia che coinvolsero il paese. Il Cenotafio di Palinuro, il castello, le torri di avvistamento, la chiesa di S. Pietro e i palazzi padronali, sono alcune testimonianze di questo passato, tramandate fino ai nostri giorni. Dal 1811 al 1860 è stato capoluogo dell'omonimo circondario appartenente al distretto di Vallo del regno delle Due Sicilie. Pisciotta si fregiò del titolo di 'Comune fedele', conferito da Francesco I delle Due Sicilie per il rifiuto dei cittadini a prendere parte ai moti del 1828. Dal 1860 al 1927, durante il regno d'Italia è stato capoluogo dell'omonimo mandamento appartenente al circondario di Vallo della Lucania.

### Simboli
Lo stemma, il gonfalone e la bandiera del comune di Pisciotta sono stati concessi con decreto del presidente della Repubblica del 21 giugno 2010.
Il gonfalone è un drappo di bianco con la bordatura di azzurro. La bandiera è un drappo di bianco con la bordatura di azzurro, caricato dello stemma comunale.

## Infrastrutture e trasporti

### Strade
- Strada Regionale 447/b Ascea-bivio Rodio-Pisciotta-stazione S.Mauro La Bruca--Foria.
- Strada Regionale 447 racc Marina di Pisciotta-Stazione di Caprioli-Innesto SS 447.
- Strada Provinciale 14/a Innesto SS 447-Marina di Pisciotta.
- Strada Provinciale 14/b Innesto ex SS 447 (Caprioli)-Valle di Marco.
- Strada Provinciale 257 Innesto ex SS 447 (Pisciotta)-Rodio.
- Strada Provinciale 348 Innesto SP 14/a(Stazione di Pisciotta)-Innesto ex SS 447 (verso Palinuro).
- Strada Provinciale 389 Innesto ex SS 447-Innesto ex SS 447/b di Villa Serena-Caprioli.

### Ferrovie
Lungo la linea Battipaglia-Reggio Calabria si trova la stazione di Pisciotta-Palinuro, situata a circa 3 km da Pisciotta, lungo la strada costiera in direzione di Caprioli; è uno scalo di una certa importanza per motivi principalmente turistici, nel quale fermano numerosi treni a lunga percorrenza.

### Porto
- Porto turistico di Marina di Pisciotta.

## Amministrazione

### Sindaci
| Periodo          | Periodo          | Primo cittadino   | Partito                                       | Carica           | Note |
| ---------------- | ---------------- | ----------------- | --------------------------------------------- | ---------------- | ---- |
| 6 giugno 1993    | 5 giugno 1995    | Ettore Liguori    | PRI                                           | Sindaco          |      |
| 5 giugno 1995    | 19 novembre 1995 | Antonio Cappuccio | PSI                                           | Vicesindaco f.f  |      |
| 19 novembre 1995 | 3 aprile 2005    | Aniello Mautone   | centro-sinistra                               | Sindaco          |      |
| 4 aprile 2005    | 20 maggio 2006   | Cesare Festa      | centro-destra                                 | Sindaco          |      |
| 20 maggio 2006   | 27 maggio 2007   | Fedele Tambasco   | centro-destra                                 | Vicesindaco f.f. |      |
| 28 maggio 2007   | 6 maggio 2012    | Cesare Festa      | lista civica                                  | Sindaco          |      |
| 7 maggio 2012    | in carica        | Ettore Liguori    | lista civica di centro-sinistra Il Ramoscello | Sindaco          |      |

### Altre informazioni amministrative
Le competenze in materia di difesa del suolo sono delegate dalla Campania all'Autorità di bacino regionale Sinistra Sele.

### Gemellaggi
- Hazleton (Pennsylvania)